# 圣热努 (安德尔-卢瓦尔省)
圣热努（法語：Saint-Genouph，法語發音：[sɛ̃ ʒənu] ⓘ）是法国安德尔-卢瓦尔省的一个市镇，位于该省中西部，卢瓦尔河与谢尔河之间，省会图尔市区以西约6公里，属于图尔区和图尔-卢瓦尔河谷都会区。该市镇总面积4.74 平方千米，海拔在42至49米之间，2022年1月1日年时的人口为1,022人。

## 地理
圣热努（47°22'42"N, 0°35'55"E）面积4.74 平方千米，位于法国中央-卢瓦尔河谷大区安德尔-卢瓦尔省，该省份为法国中西部省份，北起萨尔特省、东北接卢瓦-谢尔省，东南接安德尔省，南至维埃纳省，西临曼恩-卢瓦尔省。
与圣热努接壤的市镇（或旧市镇、城区）包括：巴朗-米雷、贝尔特奈、丰代特、吕讷、拉里什、萨沃尼耶尔。
圣热努的时区为UTC+01:00、UTC+02:00（夏令时）。

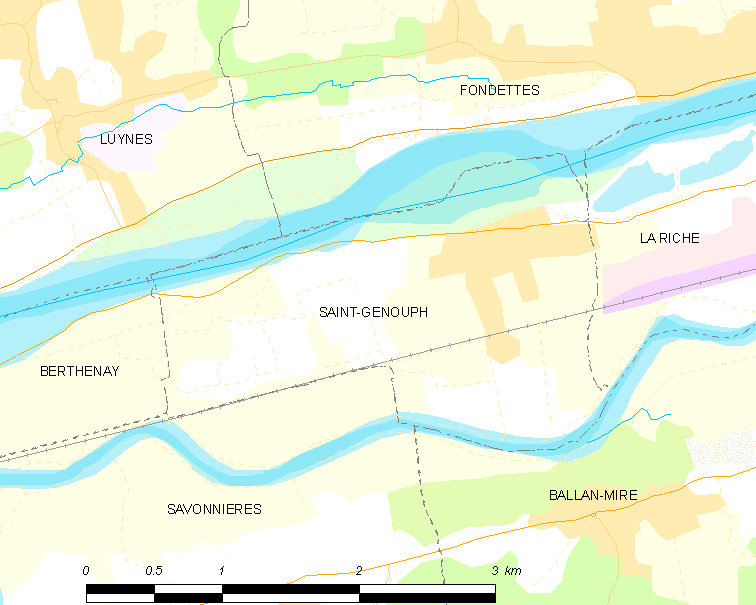
圣热努的OSM定位图

## 行政
圣热努的邮政编码为37510，INSEE市镇编码为37219。

## 政治
圣热努所属的省级选区为巴朗-米雷县。

## 交通
安德尔-卢瓦尔省省道D88线沿卢瓦尔河左岸经过圣热努境内。
圣热努站停靠往返于图尔和索米尔之间的区域列车。

## 人口

1962-2008年间圣热努人口变化图示

圣热努于2022年1月1日时的人口数量为1022人。